# Antigua Hacienda de Ciénega de Mata
La Antigua Hacienda de Ciénega de Mata es un conjunto arquitectónico mexicano ubicado en el municipio de Lagos de Moreno, Jalisco. En agosto de 2010 fue declarado Patrimonio de la Humanidad por la Unesco como parte del Camino Real de Tierra Adentro.

## Historia
A finales del siglo XVI, la corona española entregó al extremeño Pedro Mateos una merced de tierra que lo hacía propietario de un terreno en la Nueva Galicia. La propiedad fue expandida con el paso de los años y heredada entre sus familiares hasta que en 1683 José Rincón Gallardo tomó posesión de todos los bienes asociados a la hacienda y estableció un mayorazgo, obligando a sus herederos a mantener unificada la propiedad. En 1734, el Consejo de Indias resolvió una disputa sobre la propiedad de la hacienda entre María Teresa Rincón Gallardo y Francisco Javier Rincón Gallardo. La primera cuestionaba el establecimiento del mayorazgo y exigía una parte de la herencia, mientras que el segundo defendía su derecho a poseer toda la hacienda. El Consejo respaldó a Francisco Javier y lo reconoció como único poseedor de la propiedad. En ese momento la hacienda había llegado a su máxima extensión y constaba de 83 sitios de ganado y 219 caballerías de tierras de labor, que abarcaban 360 000 hectáreas del noreste de Nueva Galicia. Debido a su riqueza y extensión, la hacienda fue descrita por el historiador Francisco Chevalier como «un verdadero principado en pequeño». Los ingresos de la hacienda le permitieron a su propietario, Manuel Rincón-Gallardo y Calderón, recibir el nombramiento de Marqués de Guadalupe Gallardo por el rey Fernando VII en abril de 1810, así como ser nombrado caballero de la Orden de Santiago y coronel del Regimiento de dragones provinciales de San Luis Potosí.
El marquesado fue heredado por José María Rincón Gallardo en 1816, quien dedicó los recursos de la hacienda a combatir a la insurgencia regional que buscaba la independencia de México, hasta que decidió apoyar a Agustín de Iturbide y respaldar la formación del Primer Imperio Mexicano. En agradecimiento, Rincón Gallardo fue nombrado caballero de la Orden de Guadalupe. En 1823, con el establecimiento de la Primera República Federal, se abolió el derecho de mayorazgo y se obligó a las tierras bajo esta forma de administración a ser repartidas entre los herederos de su dueño una vez que este falleciera.
Tras la guerra de independencia, José María Rincón Gallardo se retiró del ejército y se dedicó a la administración de la hacienda de Ciénega de Mata. En 1829, la hacienda fue descrita por el italiano J. C. Beltrami como «una de las haciendas más extensas y ricas de México, su casa grande era un palacio vasto y cómodo, su iglesia estaba bien decorada y el cura era un monje con sentido común que hacía sus negocios con moderación y sin escándalo. Su dueño no era un satélite del despotismo y de la tiranía, sino uno de los mejores criollos, librepensadores y lleno de sentimientos generosos».
En 1862, José María Rincón Gallardo decidió dividir la hacienda entre sus doce hijos, así como vender algunos ranchos a las familias que habían trabajado la tierra durante generaciones. En ese momento la hacienda consistía en 360 645 hectáreas repartidas entre los estados de Aguascalientes, Jalisco y San Luis Potosí; y tenía un valor estimado de 3 millones de pesos.
Durante la Revolución Mexicana, la hacienda fue ocupada como refugio por las tropas de Pancho Villa, hasta que fueron expulsadas por el Ejército Constitucionalista de Venustiano Carranza, que «intervino» temporalmente la hacienda, tomando el control de su producción. Durante la ocupación de los ejércitos los edificios principales sufrieron daños que fueron reparados con el paso de los años. A partir de 1927, con la reforma agraria, fueron expropiadas grandes parcelas de la hacienda para ser entregadas a diversas comunidades de la región. Para 1939 la hacienda había perdido todas sus tierras de labranza y solo contaba con 500 caballos y 17 bueyes.